# Phanoperla peniculus
Phanoperla peniculus és una espècie d'insecte plecòpter pertanyent a la família dels pèrlids que es troba a Àsia: l'Índia i Tailàndia.